# 元寺町小路
元寺町小路（もとてらまちこうじ）は、江戸期から現在にかけての青森県弘前市の地名。郵便番号は036-8352。2017年6月1日現在の人口は45人、世帯数は22世帯。

## 地理
下鞘師町と並走し、下鞘師町とともに百石町小路を東西に結ぶ町。町域の北は東長町、東部は百石町小路、南部は下鞘師町、西部は元寺町に接する。

## 歴史
- 慶安2年 - 寺院の敷地であったが、寺町の大火後に町割りが行われる。
- 万治2年 - 本寺町（現：元寺町）の町域の一部で、本寺町五丁目となる。
- 寛文13年 - 元寺町と百石町とを東西に結ぶ道路が設けられ、本寺町五丁目として町並みが形成される。しかしこの頃まだ百石町小路は完成していない（弘前中惣屋敷絵図）。
- 延宝5年 - 当地は鞘師町二丁目と見える（弘前惣御絵図）
- 元禄13年・享保4年頃 - 寺小路と見え、武家屋敷4のほかに13軒の町屋（弘前侍町屋敷・町屋数円）。
- 宝暦6年 - 東長町支配の町で元寺町小路とあり、町屋のみで15軒（弘前町惣屋舗改大帳）。
- 明治初年 - 戸数44で、「元寺町より百石町細小路に至る」とある（国誌）。

### 沿革
- 江戸期 - 弘前城下の一町。
- 明治初年～明治22年 - 弘前を冠称。
- 1899年（明治22年） - 弘前市に所属。

## かつて存在した施設
- 弘前ドライ クリーニング本社

## 小・中学校の学区
市立小・中学校に通う場合、学区は以下の通りとなる。
| 大字       | 番・番地 | 小学校             | 中学校             |
| ---------- | -------- | ------------------ | ------------------ |
| 元寺町小路 | 全域     | 弘前市立時敏小学校 | 弘前市立第一中学校 |

## 交通
- 弘南バス

文化センター前（土手町循環100円バス、他）停留所。